# 小林将純
小林 将純（こばやし まさずみ、 1991年6月3日 - ）は、NHKのアナウンサー。

## 人物
大阪府出身。大阪桐蔭高校、明治大学政治経済学部卒業後、2015年入局。
NHKには海中での取材や撮影を専門とする「潜水班」と呼ばれるグループがあり、全国に8人いる「潜水アナウンサー」の1人である。
防災士でもある。

## 嗜好・挿話
- 好物は魚料理（特に、キスの天ぷら）、スイーツ
- 得意料理は、スパニッシュオムレツ

## 現在の担当番組
- The Life（2025年4月18日 - ） - キャスター[6]
- ニュース645福岡（ローテーション制）
- 福岡県・九州沖縄のニュース
- 福岡県の中継・リポート
- ラジオニュース（九州沖縄、R1・FM）の泊まり勤務担当[7]
- はっけんラジオ（不定期）
- ニュース845福岡（不定期）

## 過去の担当番組
松江放送局時代（2015年度 - 2018年度）
- NHKとっておきサンデー（2015年6月7日） - 新人お披露目
- 着信御礼!ケータイ大喜利（2016年3月レジェンド大会）[注釈 1]
- しまねっとNEWS610（不定期・キャスター代行など）
- しまねっと845（不定期）
- 島根県のニュース・中継・リポート

佐賀放送局時代（2019年度 - 2022年度）
- 佐賀県のニュース・中継・リポート
- ニュースただいま佐賀（2019年4月1日 - 2023年3月20日） - キャスター（※2020年度からは竹野大輝と隔週で担当）
- ニュースおかえり佐賀845（不定期）
- NHKニュースおはよう日本（代理キャスター：4:30 - 6:00（2020年8月31日 - 9月4日）
- 福岡県・佐賀県・長崎県に大雨特別警報関連ニュース（2021年8月14日：佐賀放送局から全国放送）
- KARATSU-ジャック・マイヨールが愛した海 四季（2021年10月8日、BSプレミアム・BS4K） - 語り[8]
- 九州沖縄のニュース（2022年8月17日・応援派遣要員） - 福岡局より
- ニュース845福岡（2022年8月17日・応援派遣要員） - 福岡局より
- ラジオニュース（九州沖縄、R1・FM）の泊まり勤務担当（2022年8月18日 - 8月19日・応援派遣要員）[注釈 2]

福岡放送局時代（2023年度 - ）
- あさイチ（2023年5月29日 - 2024年12月19日） - 九州沖縄地域中継リポーター[9][10]
- 「2023 君の声が聴きたい」プロジェクト「君の声を読む～朝までアナリレー～」（2023年5月12日） - 朗読（福岡局[11][12]代表）
- ラジオ深夜便『戦争・平和インタビュー』（2023年8月7日・きき手）
- 台風6号関連特設ニュース（2023年8月9日 - 10日・九州沖縄地方） - 福岡放送局より九州地方の災害状況を伝えた[注釈 3]
- うまいッ!「不屈のチャレンジ野菜!万能ねぎ〜福岡・朝倉市〜」（2023年10月2日） - 地元応援団
- NHKニュースおはよう日本
  - ニュースWEBチェックご当地リポート（5時台・6時台、2024年1月22日）
- 令和6年能登半島地震の災害報道対応による金沢放送局への応援派遣
  - 能登半島地震石川県のニュース・ライフライン情報（18時台、2024年2月3日） - ニュースリーダー（ライフライン情報のみ）
  - 能登半島地震石川県のニュース・ライフライン情報（2024年2月4日[注釈 4]） - 金沢市から中継リポート
  - 正午のニュース、能登半島地震 ライフライン情報（2024年2月5日：全国放送） - 珠洲市から中継リポート
  - 正午のニュース（2024年2月6日） - 輪島市から中継リポート
- おはよう九州沖縄（平日）
  - 新井秀和のキャスター代行（2025年3月7日）
- ロクいち!福岡
  - 一橋忠之のキャスター代行（2025年3月17日、25日 - 28日）
- 2025年福岡県知事選挙開票速報（2025年3月23日・福岡県域） - キャスター
- 放送100年 地域特集「ラジオドラマで伝える 福岡のアナウンサーと戦争」（2025年3月29日・九州沖縄地方）
- 放送100年福岡発ラジオドラマ「JOLK～戦時下を生きたアナウンサーたち～」（2025年3月29日・R1＜九州沖縄地方＞[注釈 5]）
- 防災特番「Withリスク〜災害を知り、備え、暮らすには〜」（2025年6月6日・九州沖縄地方） - 司会[5]